# Lev Zadov
 (juillet 2021).
La mise en forme du texte ne suit pas les recommandations de Wikipédia : il faut le « wikifier ».
Les points d'amélioration suivants sont les cas les plus fréquents. Le détail des points à revoir est peut-être précisé sur la page de discussion.
- Les titres sont pré-formatés par le logiciel. Ils ne sont ni en capitales, ni en gras.
- Le texte ne doit pas être écrit en capitales (les noms de famille non plus), ni en gras, ni en italique, ni en « petit »…
- Le gras n'est utilisé que pour surligner le titre de l'article dans l'introduction, une seule fois.
- L'italique est rarement utilisé : mots en langue étrangère, titres d'œuvres, noms de bateaux, etc.
- Les citations ne sont pas en italique mais en corps de texte normal. Elles sont entourées par des guillemets français : « et ».
- Les listes à puces sont à éviter, des paragraphes rédigés étant largement préférés. Les tableaux sont à réserver à la présentation de données structurées (résultats, etc.).
- Les appels de note de bas de page (petits chiffres en exposant, introduits par l'outil «  Source ») sont à placer entre la fin de phrase et le point final[comme ça].
- Les liens internes (vers d'autres articles de Wikipédia) sont à choisir avec parcimonie. Créez des liens vers des articles approfondissant le sujet. Les termes génériques sans rapport avec le sujet sont à éviter, ainsi que les répétitions de liens vers un même terme.
- Les liens externes sont à placer uniquement dans une section « Liens externes », à la fin de l'article. Ces liens sont à choisir avec parcimonie suivant les règles définies. Si un lien sert de source à l'article, son insertion dans le texte est à faire par les notes de bas de page.
- La présentation des références doit suivre les conventions bibliographiques. Il est recommandé d'utiliser les modèles {{Ouvrage}}, {{Chapitre}}, {{Article}}, {{Lien web}} et/ou {{Bibliographie}}. Le mode d'édition visuel peut mettre en forme automatiquement les références.
- Insérer une infobox (cadre d'informations à droite) n'est pas obligatoire pour parachever la mise en page.

Pour une aide détaillée, merci de consulter Aide:Wikification.
Si vous pensez que ces points ont été résolus, vous pouvez retirer ce bandeau et améliorer la mise en forme d'un autre article.
Lev Nikolaïevitch Zadov (en russe : Лев Николаевич ("Лёвка") Задов (Зиньковский) ; né le 11 avril 1893 à Vesselaïa et mort le 25 septembre 1938 à Odessa) était le chef du renseignement militaire de l'Armée révolutionnaire insurrectionnelle d'Ukraine, puis un membre du GPU. Né Lev Zadov, il a changé son nom de famille en Zinkovsky.

## Biographie

### Jeunesse
Lev Zadov est né à Vesselaïa, une petite colonie agricole juive russe de l'ouïezd d'Alexandrovski,. Vers 1898-1900, sa famille a connu des moments difficiles et a déménagé à Donetsk, où son père a trouvé du travail comme cocher. Zadov a obtenu son diplôme dans une école élémentaire juive là-bas, et a commencé à travailler comme ouvrier manuel dans un moulin, puis dans une usine sidérurgique de Iouzovka.

### Clandestinité anarchiste et travail pénal
Lev Zadov a rejoint le groupe anarchiste de son usine en 1910, et était un membre de longue date du groupe des anarcho-communistes de Iouzovka (Donetsk). Il a participé à plusieurs vols à main armée en 1912, ce qui n'était pas rare pour les groupes anarchistes à l'époque, pour financer leurs activités. Les groupes se livrant à ce genre de comportement étaient appelés "bezmotivniki", de "bezmotivny" - "(terreur) sans motif". Pendant sa période d'activité là-bas, il a volé, entre autres, un fonctionnaire d'artel dans une mine et une banque à Debaltseve. Il a été arrêté et condamné en 1913 pour le vol d'un bureau de poste et condamné à 8 ans de travaux forcés. Alors qu'il était soumis aux travaux forcés, il a changé son nom de famille en Zinkovsky, par crainte d'attaques antisémites de la part des prisonniers Russes.

### De la Révolution de février à Makhno
Zadov a été libéré après la Révolution de février 1917 avec d'autres prisonniers révolutionnaires. Il a été élu membre du Soviet de la ville de Iouzovka peu de temps après. Zadov joua un rôle déterminant dans l'organisation de la force paramilitaire anarchiste à Donetsk, et rejoignit l'Armée rouge au printemps 1918 avec ce groupe, sous le commandement d'un anarchiste, Tcherniak. Son petit frère Daniel en était également membre. Zadov a rapidement gravi les échelons et est devenu commandant adjoint du régiment. Le détachement part dans le sud combattre les Blancs dirigés par l’ataman Kaledine, puis, après le suicide de ce dernier, combattre les troupes rassemblées par Krasnov. Le régiment de Zadov a combattu l'avancée de l'armée allemande et des troupes de la Rada Centrale, mais a été vaincu et s'est retiré vers Tsaritsyne. Les frères Zadov y désertent de l'Armée rouge et sont retournent en Ukraine rejoindre les anarchistes.

### Engagement Makhnoviste
À la fin de l'automne 1918, Zadov retourne en Ukraine et rejoignit la guérilla de Nestor Makhno en août 1918, devenant rapidement chef de la Kontrrazvedska, le renseignement militaire de l'armée révolutionnaire insurrectionnelle ukrainienne. Selon de nombreux témoins oculaires, il était membre du cercle intime de Makhno et ami de la femme de Makhno. Zadov est crédité d'avoir personnellement sauvé la vie de Makhno à plusieurs reprises lors d'escarmouches avec les forces de l'Armée rouge.
En novembre 1918, il participe à la formation de détachements dans des villages du Donetsk, Grichinski et Marioupol. Début mars 1919, Zadov participe à l'assaut sur Marioupol. Là et à Berdiansk, il crée les « départements civils » de contre-espionnage et est chargé de l'approvisionnement de l'armée. À l'été 1919, le contre-espionnage est divisé en armée et en corps, et Zadov devient chef du contre-espionnage du 2e corps, dit du Donetsk. En décembre 1919, le renseignement du corps de Donetsk dirigé par lui envoye un groupe de quatre éclaireurs dans la région de Kherson-Nikopol, qui obtient des informations importantes sur l'état d'esprit de la population, le déploiement des troupes ennemies et la composition des forces de sécurité de Dénikine. Puis il dirigea l'exécution du commandant bolchevique Mikhaïl Polonsky, soupçonné de conspiration contre Makhno.
En 1919, après la défaite de Dénikine, l'Armée rouge revient en Ukraine, marchant le long du chemin dégagé par l'Armée noire, et en janvier 1920, Makhno est déclaré criminel. Lev et son frère Daniel font partie de ceux qui ont sauvé Makhno, qui avait contracté la fièvre typhoïde, en le cachant dans un endroit isolé, alors qu'ils sont eux-mêmes allé rendre visite à des parents dans le Donbass. Au printemps 1920, les frères Zadov retournent avec Makhno dans son armée.
En octobre 1920, l'accord de Starobelsk entre les soviets et Makhno est signé, afin de coordonner les actions pour chasser Piotr Wrangel de Crimée. Zadov est nommé commandant du Corps de Crimée, il participe à l'assaut de Perekop et à la défaite de Wrangel. Après la victoire en Crimée, Zadov et le corps de Crimée rallient le reste des makhnovistes en décembre 1920.
Le pouvoir soviétique déclare officiellement l'armée révolutionnaire insurrectionnelle d'Ukraine hors la loi, après que celle-ci ait assassiné neuf soldats de l'armée rouge, qualifiés d'espions, le 23 novembre 1921. L'armée rouge se charge de désarmer les makhnovistes. Ayant subi de lourdes pertes, Makhno, à la tête d'un petit détachement, effectue un dernier raid en Ukraine en juillet-août 1921. Le 28 août 1921, Zadov organise l'évacuation des restes des forces de guérilla makhnovistes vers la Roumanie.

### Agent de l'OGPU
En août 1921, désarmant un groupe de gardes-frontières, Lev Zadov permet le passage en Roumanie d'un groupe de 77 personnes - tout ce qui restait de l'armée makhnoviste. Les frères Zadov restent en exil forcé à Bucarest pendant environ trois ans, occupant des emplois saisonniers. En 1924, les services de renseignement roumains (« Siguranza ») offrent aux Zinkovsky leur aide s'il participaient à un groupe de sabotage en République socialiste soviétique d'Ukraine. Le tchékiste soviétique Dmitri Medvedev écrit dans ses mémoires que ces accords avec les Roumains étaient intéressés dès le début. Nestor Makhno et Zadov avaient décidé de profiter de l'offre pour pouvoir récupérer les fruits de leurs pillages, enterrés dans la forêt de Dibrovsky.
En 1924, les saboteurs franchissent la frontière le long d'un couloir préparé. Immédiatement après avoir traversé la frontière, Lev déclara : « Les gars, assez d'avoir peur. Allons nous rendre. » Après des interrogatoires et des éclaircissements, tous sauf Lev Zadov ont été remis en liberté, celui-ci ayant l'interdiction de quitter Kharkov jusqu'à ce que toute l'affaire soit pleinement éclaircie.
En effet, une loi d'amnistie avait été promulgué pour tous les anciens makhnovistes en 1922, aucun n'avait donc de raison d'être maintenu en détention, excepté Zadov, soupçonné de collusion avec les services secrets roumains.
Après six mois, le sort de Zadov a été décidé, en sa faveur. Les autorités de la Tcheka ont décidé d'utiliser son expérience du renseignement et du contre-espionnage, ainsi que sa grande autorité parmi les makhnovistes, pour l'impliquer dans des opérations clandestines au profit des agences de sécurité de l'État soviétique.
Lev Zadov a rejoint l'OGPU, travaillant dans leur bureau à Odessa, et Daniel Zadov est devenu un agent de l'OGPU à Tiraspol. Zadov a contribué à l'anéantissement de plusieurs groupes de militants anti-soviétiques. En 1929, Zinkovsky a reçu la gratitude du GPU de la RSS d'Ukraine et 200 roubles pour l’exécution d'un saboteur dans une fusillade où Zinkovsky lui-même a été blessé au bras en cherchant à le désarmer.
On lui attribue la conduite de l'une des opérations de renseignement soviétiques les plus réussies contre la Roumanie et, en 1932, il a reçu une arme militaire enregistrée du Comité exécutif régional d'Odessa pour la « lutte réussie contre la contre-révolution ». En 1934, il a reçu une récompense monétaire et une autre arme pour l'élimination d'un groupe de terroristes.

### Mort
Le 26 août 1937, les frères Zadov sont tous deux arrêtés lors des Grandes Purges et accusés de collaboration avec les services de sécurité roumains. Le procès des frères Zadov a eu lieu le 25 septembre 1938 et ne dure que 15 minutes. Le tribunal les a reconnus coupables de tous les chefs d'accusation, y compris de « collaboration avec les services secrets étrangers » et de collusion avec Nestor Makhno, et les a condamnés à mort. Lev et Daniel ont tous deux été exécutés par un peloton d'exécution le 25 septembre 1938. Le compagnon de cellule de Zadov était Konstantin Shteppa, qui en a laissé une description détaillée. En janvier 1990, Lev Zadov est réhabilité.

## Vie privée
Lev Zadov a épousé Vera Matvienko en 1925 et a eu une fille, Alla Zinkovskaïa (née en 1921), et un fils, Vadim Zinkovsky (né en 1926). Alla Zinkovskaïa s'est porté volontaire pour rejoindre l'Armée rouge au début de la guerre germano-soviétique. Elle a été tuée le 13 juin 1942 en combattant à Sébastopol. Vadim a rejoint l'Armée rouge en 1944 (18 ans) et est devenu un officier commissionné. Vadim Zinkovsky a pris sa retraite de l'armée soviétique en tant que colonel en 1977.

## Dans la culture
Lev Zadov est dépeint dans les romans Le Chemin des tourments d'Alexis Nikolaïevitch Tolstoï comme un tueur impitoyable mais lâche, qui participe à de nombreuses atrocités contre des civils mais évite les combats. Les phrases « Cache tes dents ou je les balancerai hors de ta bouche » et « Je suis Leva Zadov, je parlerai et vous aurez peur » lui attribuait Tolstoï, ont intégré l'argot russe. Il est prouvé aujourd'hui que Tolstoï a utilisé un pamphlet publié en 1924 à Kiev pour ses informations sur Zadov.